# Godefroid de Juliers
Godefroid de Juliers, né vers 905 et mort un 1er juin après 949, est comte de Jülichgau d'au moins 924 à 936 et probablement jusqu'en 949, et Comte palatin de Lotharingie vers 922-936/949.

## Origine
Godefroid est le fils du comte Gérard Ier de Metz et d'Oda de Saxe, veuve de Zwentibold et fille du duc Otton Ier de Saxe, de la lignée des Liudolfinges, et ainsi le neveu du roi Henri Ier l'Oiseleur. Il est aussi le frère cadet de Wigfrid de Verdun, archevêque de Cologne de 924 à 953 et archichancelier de son cousin Otton Ier du Saint-Empire à partir de 941.
Il épouse Ermentrude (née vers 908/909), la fille aînée de Charles III le Simple, qui lui apporte probablement un appui en vue du contrôle de la Lotharingie, dont ce dernier est reconnu souverain par une partie des seigneurs locaux depuis 911. Après la déposition de Charles le 29 juin 922 comme roi de Francie occidentale et son emprisonnement l'année suivante, la situation demeure instable pendant une courte période. Il est possible que son mariage se place peu de temps avant la chute de Charles, alors que les cinq autres filles de ce dernier demeurent apparemment célibataires.
Pendant quelque temps, Godefroid est reconnu comme comte palatin de Lotharingie. La fonction est occupée de 911 à 915 par Régnier au Long Col et ensuite par Wigéric de Bidgau. Dans la mesure où Wigeric meurt peu avant 922, et que Charles III est déposé courant 922, il ne reste qu'une courte période pendant laquelle Godefroid peut avoir été le représentant de son beau-père en Lorraine.
Toutefois Godefroid est également le neveu de Henri Ier, le cousin d'Otton Ier, et le frère de Wigfrid, proche conseiller et chancelier du futur Empereur Otton Ier, il est donc également possible que sa fonction lui soit confiée après 923, en dépit de son alliance avec le souverain déposé Charles III. Le fait que son fils Godefroid devienne lui-même duc de Basse-Lotharingie en 959, et au départ représentant de l'archevêque Brunon de Cologne, frère d'Otton Ier et successeur de Wigfrid de Verdun dans ses deux fonctions, suggère que ses liens avec les Ottoniens étaient plus importants que ceux qui le liaient aux Carolingiens de Francie occidentale.

## Postérité
Les enfants de Godefroid et d'Ermentrude sont les suivants :
- Godefroid Ier, comte de Hainaut, duc de Basse-Lotharingie ;
- Gerberge (née vers 925/935 et morte avant 24 mai 996), épouse Mégingoz de Gueldre ;
- Gérard II de Metz, comte de Metz et vogt de Remiremont ;
- Gebhard (né vers 925/935) ;
- Adalhard.